# La Nonne (film, 2018)
Cet article concerne le film de Corin Hardy. Pour le film  d'horreur de Luis De La Madrid, voir La Nonne (film, 2005).
Série l'univers cinématographique Conjuring
Annabelle 2 : La Création du mal
(2017) La Malédiction de la dame blanche
(2019)
Série La Nonne
La Malédiction de Sainte-Lucie
(2023)
Pour plus de détails, voir Fiche technique et Distribution.
La Nonne ou La Religieuse au Québec (The Nun) est un film d'horreur américain réalisé par Corin Hardy, sorti en 2018. Il s'agit du 6e film de l'univers cinématographique Conjuring.
Il est centré sur le personnage de Valak, un démon introduit dans Conjuring 2 : Le Cas Enfield, qui prend l'apparence d'une nonne.

## Synopsis
Par une sombre nuit de 1952, dans l'abbaye de Saint-Carta, en Roumanie, deux religieuses terrifiées descendent dans les catacombes jusqu'à une sinistre porte sur laquelle sont gravés les mots « Finit hic deo ». La plus âgée la déverrouille, passe la porte et disparaît dans l'obscurité. La plus jeune attend devant la porte, hurle en entendant des bruits terrifiants, sa collègue ensanglantée rampe jusqu'à elle, lui confie la clé de la porte et est aspirée dans la pièce. La jeune s'enfuit dans le couloir laissant la porte ouverte, s'enferme dans sa chambre et se pend en se jetant par une fenêtre.
Maurice « Frenchie » Theriault (Jonas Bloquet), jeune paysan d'origine québécoise, qui livre la nourriture à l'abbaye, découvre son cadavre. La nouvelle de sa mort se répand rapidement. Le suicide est considéré par l'Église comme un péché envers Dieu. Les autorités du Vatican missionnent le père Burke (Demián Bichir) pour mener l'enquête. Il lui est adjoint la sœur Irène (Taissa Farmiga), novice qu'il va chercher en Angleterre.
Une fois sur place, les deux ecclésiastiques constatent que, malgré son passé glorieux, l'abbaye est devenue un lieu sinistre et délabré, craint par les habitants de la région. Seul Maurice accepte de les y accompagner. Il les conduit dans la glacière, où il a allongé le cadavre de la religieuse pendue, pour qu'il se conserve. C'est dans ce bâtiment qu'il doit déposer la nourriture qu'il livre et montre la porte qui communique avec l'abbaye, par laquelle les sœurs doivent venir chercher la livraison. Ils constatent surpris, que le cadavre est assis. Burke récupère une clé tenue serrée dans sa main. Ils enterrent le cadavre dans le cimetière.
Burke aperçoit une silhouette furtive qui semblait les observer d'une fenêtre. Ils pénètrent dans l'abbaye, qui semble déserte. Leur première impression se révèle rapidement exacte, puisqu'à peine arrivés sur place, après avoir été accueillis par la Mère supérieure du couvent, dissimulée sous un voile noir. Elle leur dit qu'ils ne pourront rencontrer les Sœurs que le lendemain matin et propose à Burke et Irène le gîte pour la nuit, ce qu'ils acceptent. Maurice sur le chemin du retour est attaqué par la religieuse suicidée, revenue d'entre les morts. Burke et Irène ne sont pas épargnés. Burke est réveillé par l'apparition d'un jeune garçon qu'il n'a pu sauver quelques années auparavant, est enterré vivant, puis sauvé par Irène, elle-même attaquée à son tour par une religieuse maléfique.
De sombres forces sont à l'œuvre et les deux ecclésiastiques décident de mener l'enquête chacun de leur côté. Burke s'occupe de rassembler des informations sur la présence maléfique tandis que la novice part à la recherche des Sœurs.
Après en avoir trouvé deux en pleine prière, la novice apprend que l'abbaye était jadis un lieu sacré avant que son fondateur, obsédé par l'occultisme, tente un jour d'y invoquer un puissant démon. Mais il avait été arrêté par les chevaliers du Vatican avant la fin du cérémonial. La brèche vers les Enfers avait été refermée grâce à une puissante relique, le sang du Christ. Malheureusement, l'abbaye avait été touché plus tard par des bombardements durant la Seconde Guerre mondiale, ce qui avait fragilisé la fermeture de la brèche vers les Enfers. Depuis, les Sœurs de l'abbaye prient en permanence afin qu'aucune présence maléfique ne puisse s'en échapper.
De son côté, le prêtre identifie rapidement le démon Valak comme étant à l'origine des maux qui frappent l'abbaye, mais nos deux investigateurs n'ont pas le temps de mettre leurs découvertes en commun que de nouvelles apparitions manquent de les tuer. Accompagnés par Maurice revenu les sauver, ils se mettent en quête de la relique sacrée afin de fermer la brèche des Enfers. Après de nombreuses péripéties dans les catacombes au cours desquelles leur courage et leur foi sont mis à rude épreuve, les trois compagnons mettent finalement la main sur la relique et parviennent à triompher du démon Valak.
.

## Fiche technique
Sauf indication contraire, les informations mentionnées dans cette section peuvent être confirmées par les bases de données cinématographiques IMDb et Allociné,  présentes dans la section « Liens externes ».
- Titre original : The Nun
- Titre français : La Nonne
- Titre québécois : La Religieuse[1]
- Réalisation : Corin Hardy
- Scénario : Gary Dauberman, d'après une Histoire qu'il a écrit avec James Wan
- Musique : Abel Korzeniowski
  - Montage musical : Lise Richardson et Nate Underkuffler
- Direction artistique : Adrian Curelea et Vraciu Eduard Daniel
- Décors : Jennifer Spence
- Costumes : Sharon Gilham
- Maquillage : Eleanor Sabaduquia
- Coiffure : Maria Sandoval
- Photographie : Maxime Alexandre
- Son : Joe Barnett, Bill R. Dean, Ronald Eng, Gabriel J. Serrano, Drew Webster
- Montage : Michel Aller et Ken Blackwell
- Production : Peter Safran et James Wan
  - Production exécutive : Cristian Bostanescu (Roumanie) et Todd Williams
  - Production déléguée : Richard Brener, Michael Clear, Gary Dauberman, Walter Hamada, Dave Neustadter, Hans Ritter et Todd Williams
- Sociétés de production : Atomic Monster, The Safran Company et New Line Cinema
- Société de distribution : Warner Bros.
- Budget : 22 millions de $[2]
- Pays de production :  États-Unis
- Langue originale : anglais
- Format : couleur — 35 mm[3],[4] — 2,39:1 (CinemaScope) — son Dolby Digital / IMAX 12-Track / Dolby Atmos
- Genre : horreur, thriller, mystère
- Durée : 96 minutes
- Dates de sortie[5] :
  - États-Unis, Québec : 7 septembre 2018[1]
  - Belgique : 12 septembre 2018[6]
  - France, Suisse romande : 19 septembre 2018[7],[8],[9]
- Classification[10] :
  - États-Unis : interdit aux moins de 17 ans (R – Restricted)[N 3]
  - France : interdit aux moins de 12 ans[11],[N 4]
  - Belgique : potentiellement préjudiciable jusqu'à 16 ans (KNT/ENA : Kinderen Niet Toegelaten  / Enfants Non Admis)[6],[12],[N 5]
  - Suisse romande : interdit aux moins de 16 ans[13]
  - Québec : 13 ans et plus (violence - horreur) (13+ / 13 years and over)[1]

## Distribution
- Taissa Farmiga (VF : Jessica Barrier ; VQ : Rachel Graton) : Sœur Irène, novice
- Demián Bichir (VF : Mathieu Lagarrigue ; VQ : Pierre Auger) : Père Burke
- Bonnie Aarons : La Nonne démoniaque / Le démon Valak
- Jonas Bloquet (VF : Gauthier Battoue ; VQ : Éric Bruneau) : Maurice « Frenchie » Theriault
- Ingrid Bisu (VF : Laëtitia Coryn ; VQ : Marie-Laurence Boulet) : Sœur Oana
- Charlotte Hope : Sœur Victoria
- Sandra Teles (VF : Caroline Cadrieu) : Sœur Ruth
- Jared Morgan : Marquis de Saint Carta, Gil Rocania Nottingham
- David Horovitch (en) (VF : Michel Voletti) : Cardinal Conroy
- Lynnette Gaza : Mère Supérieure
- Ani Sava : Sœur Jessica
- Tudor Munteanu (VF : Thierry Gary) : Grigore
- Patrick Wilson (VF : Alexis Victor) : Ed Warren (images d'archives)
- Vera Farmiga (VF : Ivana Coppola) : Lorraine Warren (images d'archives)
- Sterling Jerins (en) (VF : Jeanne Orsat) : Judy Warren (images d'archives)
- Lili Taylor : Carolyn Perron (images d'archives)
Version française
  - Société de doublage : Dubbing Brothers
  - Direction artistique : Marie-Laure Beneston
  - Adaptation : Bruno Chevillard

 Source et légende : version française (VF) sur RS Doublage et Allodoublage version québécoise (VQ) sur Doublage qc.ca

## Production

### Genèse et développement
Le 16 juin 2016, Warner Bros. Pictures et New Line Cinema ont annoncé qu'un spin-off de Conjuring 2 : Le Cas Enfield intitulé La Nonne est prévu. Le scénario original du film a été écrit par David Leslie Johnson; Peter Safran et James Wan, quant à eux, produisent le film. Le 17 février 2017, il est annoncé que Corin Hardy a signé pour réaliser le film, avec le nouveau scénario de Dauberman et Wan. Durant le tournage d'Annabelle 2 : La Création du mal, Safran a révélé que La Nonne se place chronologiquement avant tous les autres films de l'univers cinématographique Conjuring. À la fin d'Annabelle 2, on peut apercevoir la Nonne dans une scène post-générique. La première affiche officielle sort le 12 juin 2018 et sa bande-annonce le lendemain.

### Attribution des rôles
Le 5 avril 2017, Demián Bichir est le premier acteur choisi pour jouer dans le film. Taissa Farmiga a été choisie peu de temps après pour incarner le personnage principal. Bonnie Aarons reprend le personnage de Valak, qu'elle incarnait dans Conjuring 2 : Le Cas Enfield. Charlotte Hope, Jonas Bloquet et Ingrid Bisu ont ensuite été annoncés pour compléter le casting des rôles principaux,,.

### Tournage
Le tournage s'est déroulé en Roumanie, en particulier dans le château de Hunedoara, et a duré 38 jours, du 3 mai au 23 juin 2017[Passage problématique],.

### Musique
La musique du film est composée par Abel Korzeniowski.

## Accueil

### Accueil critique
Au moment de sa sortie aux États-Unis, le film a reçu des critiques très mitigées. Le film reçoit des éloges pour la performance des acteurs et pour son atmosphère, mais il est critiqué pour son scénario et ses jump scares. Sur le site agrégateur de critiques Rotten Tomatoes, il n'obtient qu'un faible score de 26 %, avec une moyenne de 4,4/10 sur la base de 43 critiques positives et 119 négatives. Sur Metacritic, il n'obtient que 46/100 sur la base de 32 critiques. Sur Internet Movie Database, il obtient un score de 5,4/10 sur la base de 82 461 votes. Sur CinemaScore, il obtient un score de C, le score le plus bas de la franchise. Sur Allociné, il détient le pire score de la franchise avec un score de 1,8/5 sur la base de 14 critiques. Sur SensCritique, il obtient un score de 4,2/10 sur la base de 1 800 votes.
Pour Catherine Balle du Parisien, La Nonne est « trop prévisible ».
Marius Chapuis de Libération écrit : « Faute de pouvoir créer une atmosphère, la peur y est un objet purement mécanique, une série de jump scares usinés à la chaîne et disposés de façon métronomique. ».

### Box-office
| Pays ou région        | Box-office        | Date d'arrêt du box-office | Nombre de semaines |
| --------------------- | ----------------- | -------------------------- | ------------------ |
| États-Unis Canada     | 117 481 222 $     | 22 novembre 2018           | 11                 |
| Québec                | 1 646 158 $       | 14 octobre 2018            | 6                  |
| France                | 1 394 105 entrées | 18 novembre 2018           | 9                  |
| Total hors États-Unis | 248 601 575 $     | 5 décembre 2018            | 13                 |
| Total mondial         | 366 082 797 $     | 5 décembre 2018            | 13                 |

Aux États-Unis, les avant-premières du film ont récolté un peu plus de 5 millions de dollars la veille de sa sortie. Pour sa première journée, il récolte 22 millions de dollars, faisant de lui le film numéro un de la journée au box-office, ainsi que l'un des meilleurs démarrage de la franchise. Le film termine son premier week-end à la première place du box-office américain, avec un peu plus de 53 millions de dollars récoltés, le film réalise le meilleur démarrage de la franchise. Le film termine son premier week-end à la première place du box-office mondial, avec un peu plus de 131 millions de dollars récoltés, remboursant donc très rapidement l'intégralité de son budget. Le film termine son second week-end à la seconde place du box-office, juste derrière The Predator, avec un peu plus de 18 millions de dollars récoltés.
En France, pour sa première matinée sur Paris, le film se place à la seconde place du box-office avec 1 196 entrées, juste derrière Les Frères Sisters de Jacques Audiard. Le film termine sa première journée d'exploitation, à la première place du box-office avec 130 359 entrées dans toute la France. Le film termine sa première semaine à la première place du box-office, avec un excellent score de 633 713 entrées, le second meilleur démarrage de la franchise après Conjuring 2 : Le Cas Enfield. En fin d'exploitation, le film totalise un score de 1 394 105 entrées, le 3e meilleur de la franchise.
À la fin de son exploitation en salles, le film enregistre le meilleur résultat de la franchise au box-office avec un total de 365 millions de dollars de recettes mondiales.

## Distinctions
Sauf indication contraire, les informations mentionnées dans cette section peuvent être confirmées par la base de données cinématographiques IMDb,  présente dans la section « Liens externes ».

### Récompenses
- Golden Trailer Awards 2019 : Golden Trailer de la meilleure affiche de film d'horreur
- Hawaii Film Critics Society 2019 : pire film de l'année

### Nominations
- Fright Meter Awards 2018 : meilleur costumier pour Sharon Gilham

## Autour du film

### Éditions en vidéo
- En France, le film La Nonne est sorti en VOD le 18 janvier 2019[8]. Par la suite, le film sort en DVD et Blu-ray le 23 janvier 2019[45],[46].
- Au Québec, le film est sorti en copie numérique le 20 novembre 2018, puis en DVD et Blu-ray le 4 décembre 2018[1].

### Suite
Le 12 août 2017, James Wan a déclaré que si le film fonctionne, une suite est envisageable et que le but de ce second opus serait de rejoindre l'histoire qui lie Valak à Lorraine Warren dans les films Conjuring. La Nonne : La Malédiction de Sainte-Lucie sort en 2023.